# Antonio González Salmón
Antonio González Salmón (San Felices de Buelna, 1 de noviembre de 1768 – Tarifa, 21 de enero de 1834) fue un hacendista y político español.  

## Biografía
Funcionario diplomático, era cónsul general en Tánger en 1801. Después fue presidente de la Compañía de Filipinas e intendente provincial y superintendente de Hacienda. Desempeñó entre el 3 de noviembre de 1819 y el 22 de marzo de 1820 la titularidad de la Secretaría de Estado y del Despacho de Hacienda. Al cesar fue nombrado superintendente del Montepío de Loterías. 

## Órdenes
- Comendador de la Orden imperial de Leopoldo.[1] (Imperio Austroahúngaro)